# Cmp
cmpはコマンドラインのユーティリティであり、UNIXおよびUNIX系のオペレーティングシステムで使用される。cmpは任意のタイプの二つのファイルを比較して、比較した結果を標準出力に出力する。デフォルトでは、二つのファイルが同一の場合は何も出力しない；二つのファイルが異なる場合は、最初の差異が発生した箇所のバイト位置と行番号を報告する。

## オプション
cmpはコマンドラインのオプションを指定して使うことが多い。GNUバージョンのcmpは以下のようなオプションを持っている：
-b, --print-bytes異なるバイトを表示する。
-i SKIP, --ignore-initial=SKIP入力された最初のSKIPバイトを無視する。
-i SKIP1:SKIP2, --ignore-initial=SKIP1:SKIP2FILE1の最初のSKIP1バイトとFILE2の最初のSKIP2バイトを無視する。
-l, --verbose異なるバイトの全てについて、バイト位置と値を出力する。
-n LIMIT, --bytes=LIMIT最大でLIMITバイトまでのバイトを比較する。
-s, --quiet, --silent何も出力せず、終了コードのみを返す。
-v, --versionバージョン情報を出力する。
--helpヘルプファイルを出力する。

## 返り値
- 0 - 二つのファイルが同一である。
- 1 - ファイルが異なる。
- 2 - 引数にアクセスできない場合または引数がない場合。

## マニュアル
- cmp(1) - Linux JM Project
- cmp(1) - OpenBSD（英語）
- cmp(1) - HMUGリファレンスマニュアル（英語）
- cmp(1) - Debianリファレンスマニュアル（日本語）
- cmp - diffutilsパッケージに含まれているGNU cmpのマニュアル（英語）